# Tố Uyên (ca sĩ)
Tố Uyên (tên đầy đủ là Phạm Thị Tố Uyên) sinh năm 1963 tại An Lão, Hải Phòng, là một nữ ca sĩ dòng nhạc truyền thống và dân gian của Việt Nam. Chị được phong tặng Nghệ sĩ nhân dân năm 2023.

## Sự nghiệp
Năm 1980, Tố Uyên gia nhập Đoàn Văn công Quân khu III, sau đó được cử đi học Trường Trung cấp Nghệ thuật Quân đội rồi lại tiếp tục hoàn thành chương trình học thanh nhạc ở Nhạc viện Hà Nội (nay là Học viện Âm nhạc Quốc gia Việt Nam).
Năm 1990, Tố Uyên chuyển lên Đoàn Ca múa Trung ương, nay là Nhà hát Ca Múa Nhạc Việt Nam.
Tố Uyên đã tạo được dấu ấn trong lòng khán giả với dòng nhạc mang âm hưởng dân gian rõ nét..

## Các album đã phát hành
- Dòng sông quê em, dòng sông quê anh (2005)
- Mãi Còn Kỷ Niệm (2006)
- Khúc hát sông quê (2008)
- Tuyển tập Đoàn Bổng - Tố Uyên (2010)
- Tuyển Tập Thánh Ca Tin Lành (2021)

## Giải thưởng
- 1984: Huy chương bạc "Liên hoan Tiếng hát toàn quân"
- 1985: Huy chương vàng "Liên hoan Tiếng hát toàn quân"
- 1995: Giải nhất Cuộc thi đơn ca toàn quốc.

## Vinh danh
Tháng 5 năm 2024, Tố Uyên được vinh danh trong chương trình Văn học nghệ thuật của VTV: NSND Tố Uyên - Họa mi vẫn hát